# Battista Acquaviva
Pour les articles homonymes, voir Acquaviva.
Battista Acquaviva est une chanteuse corse née le 5 août 1984 à l'Ile Rousse. De tessiture mezzo soprano et colorature, sa voix peut couvrir trois octaves.  
Elle est la fille de l'acteur culturel corse Nando Acquaviva, musicien et musicologue. Dite voix de sifflet par l'ethnomusicologue Bernard Lortat-Jacob, sa voix fait l'objet de nombreuses analyses scientifiques. Elle est considérée comme « l'une des plus incroyables voix de Corse » par le journal Corse-Matin. 
Elle est également connue pour avoir participé à la saison 4 de The Voice, la plus belle voix en 2015. En 2019, elle fait partie des candidats de l'émission Destination Eurovision dans le but de représenter la France au Concours Eurovision de la Chanson 2019, avec la chanson Passio. Lors de la première demi-finale, elle se classe à la sixième place.

## Biographie

### Jeunesse et formation (1984-2007)
C'est en 1988 que son père, Nando Acquaviva, l'initie à la musique. Elle entame tout d'abord des cours de violon avec un professeur particulier en 1994, et ce pendant 10 ans. Battista suit également des master-class avec Guillemette Laurens puis des cours de technique vocale avec Martine Viard ; ainsi que de nombreuses master-class de voix de musiques du monde comme la chanteuse arabo andalouse Amina Alaoui. 
En 2001, elle intègre l'université de Corte pour y suivre des études de lettres. Elle poursuivra celles-ci entre 2003 et 2004 à l'université de Pise pour y décrocher un Master 2 de Lettres avec mention très bien. Elle décroche également en 2007 un Doctorat en lettres avec une thèse sur les mythes de la femme chez Balzac.[source insuffisante]

### Débuts (2008-2014)
Mise en lumière par Caroline Bourgine en 2005 sur France Culture, elle chante en duo en 2008 avec le corse Antoine Ciosi. Ses spectacles de musique traditionnelle corse Canti Corsi (2010) et Les Ailes de la voix (2012) la font connaître sur le continent métropolitain.
En 2012, elle est repérée par le pianiste et jazzman français d'origine arménienne André Manoukian avec qui elle se produit la même année sur la scène du Théâtre de Bastia, scène que Battista connaissait déjà bien. La même année, ce dernier lui permet d'enregistrer dans un couvent de Balagne, un EP de quatre titres intitulé "Che Notte". Elle enregistre également l'album Canti Corsi (2012) avec un chœur d’hommes dont Ceccè Pesce et son frère Maï Pesce (célèbre ténor corse) et Jean-Marc Bertrand du grand groupe corse I Chjami Aghjalesi et Voce di Corsica. 
En 2013, Battista figure dans le livre 50 tubes qui ont fait l'histoire de la chanson corse pour son interprétation de l’hymne corse Dio vi Salvi Regina. 
Battista Acquaviva est spécialiste des micro intervalles de la musique traditionnelle corse et joue de la cetera. Le chant corse a plusieurs intervalles spécifiques, parmi lesquels la terza mezana, grande tierce mineure et d'autres notes découvertes par son père Nando Acquaviva. Une prise de conscience s’est opérée par la pratique de la mimophonie, méthode inventée par Nando Acquaviva et faisant l'objet d’un partenariat d’étude IRCAM (Institut de recherche et coordination acoustique/musique - Université de Corse - Voce).

### Participation àThe Voice, la plus belle voix(2014-2015)
Battista Acquaviva participe à la quatrième saison de The Voice, la plus belle voix sur TF1. Son audition à l'aveugle, enregistrée en novembre 2014, est diffusée le samedi 10 janvier 2015. Elle y interprète Psaume de David un chant traditionnel Corse. Elle fait l'unanimité parmi le jury et choisit Jenifer comme coach.
Dans l'équipe de Jenifer, elle affronte Rany Boechat sur le titre Hijo de la luna de Mecano et remporte le duel et se qualifie pour l'épreuve ultime. Elle interprète Greensleeves (chanson traditionnelle), contre Johanna Serrano et Diem (le 28 mars 2015) et remporte l'épreuve ultime, se  qualifiant pour les shows en direct. 
Le 4 avril suivant, elle chante pour la première fois en direct sur TF1, interpretant la chanson A Whiter Shade Of Pale (Procol Harum). Elle accède directement aux quarts de finale, et ceci grâce aux votes des téléspectateurs. Le 11 avril, Battista interprète S'il suffisait d'aimer de Céline Dion. À l'issue du prime-time, elle n'est pas sauvée par le public mais sa coach Jenifer prend la décision de la repêcher accédant ainsi à la tournée ainsi qu'à la demi-finale. Le 18 avril, elle interprète Ave Maria de Schubert et partage un duo avec son concurrent Côme sur Take me to church de Hozier. À l'issue du prime elle est éliminée aux portes de la finale.

### Les Chants de liberté(2015-2017)
Le soir de son élimination de The Voice, Battista poste sur les réseaux sociaux un extrait de son futur projet musical. Elle annonce avoir signé un contrat avec la compagnie Decca Records (filiale d'Universal Music). Elle dévoile un extrait du clip de la chanson Psaume de David qui l'a révélée le soir de son audition lors de sa participation à la saison 4 de The Voice, la plus belle voix. 
Elle publie son premier album Les Chants de Liberté le 1er juin 2015, où elle chante notamment en 9 langues (italien, corse, bulgare, français, anglais, basque, espagnol, grec et arménien). 
À la suite de la publication de l'album, elle fait la première partie de I Muvrini au Zénith de Paris en décembre 2016. Le 4 octobre 2017, elle annonce qu'elle travaille sur son deuxième album dont elle vient de terminer l'enregistrement. Cet album est notamment réalisé par Florent Bidoyen, qui a déjà collaboré avec des artistes comme Les Stentors, Les Prêtres, Vincent Niclo, etc.

### Destination Eurovision etCéleste(Depuis 2015)
Le 6 décembre 2018, elle annonce qu'elle est sélectionnée pour participer à l'émission de France 2 Destination Eurovision, dans le but de représenter la France au Concours Eurovision de la chanson 2019. La chanson Passio est coécrite par Battista elle-même et est interprétée intégralement en corse. Le single sort le 11 janvier 2019. Le lendemain, elle participe à la première demi-finale où elle termine sixième.
Le 18 janvier 2019, à l'issue de sa participation à Destination Eurovision, elle publie un nouveau single, Parla più piano, issu de la bande originale du film Le Parrain. Celui-ci fait partie de l'album Céleste qu'elle publie le 15 mars 2019. 

## Discographie

### Collaborations
- 2008 : À Voce Piena (Antoine Ciosi)

- 2012 : Canti Corsi (avec la participation de Nando Acquaviva, Maï Pesce, Ceccè Pesce, Jean-Marc Bertrand)
- 2015 : Nerone in Corsica[15] (d'Antoine Massoni avec A Cumpagnia, Nicole Casalonga, Gilberte Casabianca, etc.)
- 2016 : Psyzook (sur l'album Mystère du groupe La Femme)
- 2018 : Solenzara (sur l'album Un Tour en France des Stentors)
- 2018 : Vierge Marie (sur l'album Thérèse de Natasha St Pier)

## Conférences universitaires, colloques internationaux et publications
En 2002, Battista obtient le Prix Indria Fazi pour la langue corse. Auteure de nombreux articles en colloques internationaux sur littérature et musique, Battista Acquaviva est membre de la Société des Études Romantiques et Dix-Neuviémistes et membre du Groupe International de Recherche Balzacienne.
- 2010 Max Andreoli et Battista Acquaviva, « Adaptation musicale d’une œuvre littéraire, Séraphitus-Séraphita, poème symphonique de Ruggiero Leoncavallo », Colloque International du GEB, Balzac et les Arts en regard, Paris. Article en deux parties signées individuellement, in Paris, L’Année Balzacienne, 2011.
- 2011 Conférence : « La Femme et l’argent chez Balzac », José-Luiz Diaz dir., Doctoriales du Séminaire du GIRB, Université de Paris VII-Denis Diderot.
- 2012 Conférence de Battista et Nando Acquaviva : « Corse et Sardaigne, polyphonie et tradition musicale », Musée de Bastia.
- Mystique, musique et féminité dans la Duchesse de Langeais, Colloque International du GEB, Balzac Mystique, Université de Bâle, Suisse. Article publié in Paris, L’Année Balzacienne, 2013, PUF.
- 2013 Conférence : « Lélia de Sand et Massimilla Doni de Balzac. Une mystification des romans féminins, Deux femmes idéales à l'épreuve de la mélodie », José-Luiz Diaz dir., Séminaire du GIRB, Université de Tunis. Article à paraître in Revue des Langues de la Faculté des Lettres de Manouba, 2013.
- « Napoléon et la musique, une politique musicale » à l’Université de Corse, in Workshop Jean-Dominique Poli dir., Iconosphère de la figure mythique de Napoléon : l’imaginaire, le politique et la littérature, Corte, Université Pasquale Paoli. Article à paraître in Actes du colloque.